# Фоминка (Лукояновский район)
Фоминка — деревня в Лукояновском районе Нижегородской области. Входит в состав Шандровского сельсовета.
Деревня располагается на левом берегу реки Тёши.